# 赤祖父俊一
赤祖父 俊一（あかそふ しゅんいち、1930年12月4日 - ）は、日本出身の地球物理学者。アラスカ大学フェアバンクス校名誉教授、国家基本問題研究所客員研究員、星槎大学共生科学部客員教授、日本地球惑星科学連合特別栄誉フェロー。オーロラの研究で知られている。
小惑星(4949) Akasofuは赤祖父に因んで命名された。

## 略歴
長野県佐久市生まれ。1953年、東北大学理学部地球物理学科卒業。1957年同大学院修士課程修了、1961年アラスカ大学大学院修了。1964年にアラスカ大学地球物理研究所教授に就任。1986年から1999年までアラスカ大学地球物理研究所の所長。2000年から2007年までアラスカ大学国際北極圏研究センター（International Arctic Research Center of the University of Alaska Fairbanks; IARC）の所長を務めた。アラスカ大学は赤祖父の退職にあたり、国際北極圏研究センター・ビルを赤祖父俊一ビルと命名した。

## 活動

### オーロラに関する業績
科学的業績はオーロラの研究に関するものが主体。公的な受賞（#受賞等の節を参照）もあり、特に被引用数が多いのは1964年頃のオーロラ嵐に関する研究である。The History of Auroral Substorms

### 地球温暖化に関する主張
地球温暖化について懐疑論を展開し、現在観測されている温暖化が異常ではない、地球温暖化は主に自然要因である、温暖化の研究は純粋に学問にとどめておくべきなどの主張を行っている。それらの主張は誤った認識に基づいていると他の科学者達に指摘され、反論を受けている。

## 受賞等
- 1976年 : チャップマン・メダル（英語版）（イギリス王立天文学会）
- 1977年 : 日本学士院賞（研究題目「磁気圏擾乱の研究」）
- 1979年 : ジョン・フレミング賞（アメリカ地球物理学連合）
- 1999年 : アラスカ州デナリ賞
- 2003年 : 勲二等瑞宝章受勲
- 2011年 : ハネス・アルヴェーン賞（欧州地球科学連合）

## 著書

### 単著
- 『オーロラ : 地球をとりまく放電現象』中央公論社〈自然選書〉、1975年
- 『オーロラ写真集 : 素晴らしい極光の世界』朝倉書店、1981年
- 『オーロラへの招待 : 地球と太陽が演じるドラマ』 中公新書、1995年 ISBN 4-12-101273-9
- 『オーロラ : その謎と魅力』岩波新書、2002年 ISBN 4-00-430799-6
- 『北極圏へ : オーロラと地球温暖化に挑む』白日社、2006年 ISBN 4-89173-116-8
- 『北極圏のサイエンス :オーロラ、地球温暖化の謎にせまる』誠文堂新光社、2006年 ISBN 4-416-20635-6
- 『正しく知る地球温暖化 : 誤った地球温暖化論に惑わされないために』誠文堂新光社、2008年 ISBN 978-4-416-20818-2
- 『知的創造の技術』日経プレミアシリーズ 2013

### 雑誌記事
- （櫻井よしこ）「地球温暖化の詐欺を暴く」『文藝春秋』2009年5月号、pp.296-305、2009年。地球温暖化の論点について簡潔にまとめられている。

## 出演番組
- NHK人間大学 オーロラ・極地の科学（1996年10月～12月期）
- 私たちの地球スペシャル・オーロラからの手紙～北極と赤道は今（2000年）東日本放送
- いのちの響（TBSテレビ）
- The Global Warming Swindle（チャンネル4）
- 世界を変える100人の日本人! JAPAN☆ALLSTARS（テレビ東京）
- 文部科学大臣賞受賞・オーロラ・宇宙から来た手紙〜高校生のスーパーサイエンス〜（長野放送）